# Ormtjärnen (Bjuråkers socken, Hälsingland)
Ormtjärnen är en sjö i Hudiksvalls kommun i Hälsingland och ingår i Delångersåns huvudavrinningsområde.